# Hyacinthe Firmin Didot
Pour les articles homonymes, voir Didot et Famille Didot.
Hyacinthe Firmin-Didot est un imprimeur français né le 11 mars 1794  à Paris et mort le 7 août 1880 à Chandai.

## Biographie
Hyacinthe Firmin-Didot est né le 11 mars 1794, à Paris. Il est le fils de Firmin Didot et de Denise Maginel et le frère de Ambroise Firmin-Didot et Frédéric Firmin-Didot.
En 1821, il épouse Louise Adélaïde Combes ; leur fils Paul Firmin-Didot (1826-1905) naît le 5 novembre 1826,.
Il meurt le 7 août 1880 à Chandai, dans l'Orne. Il repose au cimetière du Père-Lachaise (division 7), à Paris.

## Carrière
Ambroise et Hyacinthe Firmin-Didot dirigent la maison Didot à Paris à partir de 1827. Outre leurs grandes publications (Thesaurus Græcæ linguæ, Glossarium ad scriptores mediæ et infimæ Latinitatis, Bibliothèques des auteurs grecs, etc.), on leur doit d'importants perfectionnements dans la fabrication du papier : ils ont les premiers fabriqué « le papier sans fin ».
Une succursale de l'imprimerie parisienne est établie au nom de Hyacinthe Firmin Didot au Mesnil-sur-l'Estrée (Eure) à partir de 1836. L'établissement est repris par Paul Firmin Didot à partir de 1867.